# 함양 방지산성
함양 방지산성(咸陽 芳池山城)은 대한민국 경상남도 함양군 서상면에 있는 산성이다. 1997년 12월 31일 경상남도의 기념물 제174호로 지정되었다.

## 개요
경상남도 함양군 서상면 들판에 있는 방지산의 9부능선을 따라 서쪽 방향으로 쌓은 산성이다.
이 성은 삼국시대에 백제가 신라를 침범하여 약탈을 일삼자 이를 막기 위하여 성을 쌓고 쌀을 비축했다고 해서 합미성이라고 하며, 일명 금당성이라고도 한다. 또한 마을 앞산 봉우리가 연못에 떠 있는 연꽃같다고 하여 꽃다운 못, 즉 '방지'라 이름하였다 한다.
현재 성벽은 윗부분이 무너져 성의 윤곽을 확인하기 어려우나, 가로 45cm, 세로 30cm 크기의 자연석과 깬돌 이용하여 높이 3∼4m 정도로 쌓았는데, 지금은 약 500m 정도만 남아 있다.
성 안쪽 가운데에는 우물이 있으며, 성 안에서 발견된 기와조각으로 미루어 건물터가 있었을 것으로 추정한다.

## 참고 자료
- 함양 방지산성 - 국가유산청 국가유산포털